# Viking Cars
Viking Cars, zuvor Classic Cars of Coventry (Viking Cars), war ein britischer Hersteller von Automobilen.

## Unternehmensgeschichte
Peter Morris und Craig Hinton gründeten 1980 das Unternehmen Classic Cars of Coventry (Viking Cars). Der Sitz war entweder in Coventry oder in Blaby in der Grafschaft Leicestershire. Die Produktion von Automobilen und Kits begann. Der Markenname lautete Viking. Die Partnerschaft endete, woraufhin Hinton 1982 in Blaby Leaping Cats gründete. Morris führte das Unternehmen alleine weiter, das ab 1982 als Viking Cars firmierte und in Narborough in Leicestershire ansässig war. 1983 endete die Produktion. Insgesamt entstanden etwa zehn Exemplare.

## Fahrzeuge
Ein Modell war der 380, der dem Leaping Cats 380 SSR entsprach. Das Fahrzeug ähnelte dem S.S. 100, war aber keine direkte Nachbildung. Die Basis bildete ein selbst entwickeltes Fahrgestell mit Motor und Radaufhängung vom Jaguar XJ 6. Darauf wurde eine offene Karosserie aus Aluminium montiert. Die Kotflügel bestanden aus Fiberglas. Von diesem Modell entstanden etwa acht Exemplare.
Das andere Modell war der Mercedes 320 Replica. Dies war eine Nachbildung des Mercedes-Benz 320 in der Ausführung als Stabswagen. Die offene Karosserie verfügte über vier Türen. Die Basis bildete der Jaguar Mark IX. Von diesem Modell entstanden 1982 zwei Exemplare. Eines trug das Kraftfahrzeugkennzeichen L-15237.